# 伊拉克
伊拉克共和国（羅馬化：Jumhūrīyat al-‘Irāq），通稱伊拉克，位于西亞地區的共和國。伊拉克与南方的沙特阿拉伯、科威特，北方的土耳其，西北的叙利亚，东方的伊朗和西方的约旦接壤。伊拉克所在的地區在歷史上也被称为“美索不达米亚”，是人類文明摇篮中歷史最早的一個。

## 語源
伊拉克（阿拉伯语：العراق al-ʿIrāq）一詞自六世紀前就在使用。對其來源有許多說法，其中一種說法認為這名稱來自於蘇美城邦烏魯克（蘇美語: Unug; 阿卡德語: Uruk, [Warkāʼ 或 Auruk] 错误：{{Transl}}：拉丁字母轉寫第 15 個字元「或」不是拉丁字母。（帮助）; 亞蘭語/希伯來聖經: אֶרֶךְ‬ ʼÉreḵ）之名，在蘇美語中uru 是城鎮的意思。另一種說法則認為這詞源自阿拉伯語`araqa，涵蓋出汗、根深蒂固、水源充足等意思，這或許是出於阿拉伯人對兩河流域土地肥沃的印象。

## 歷史

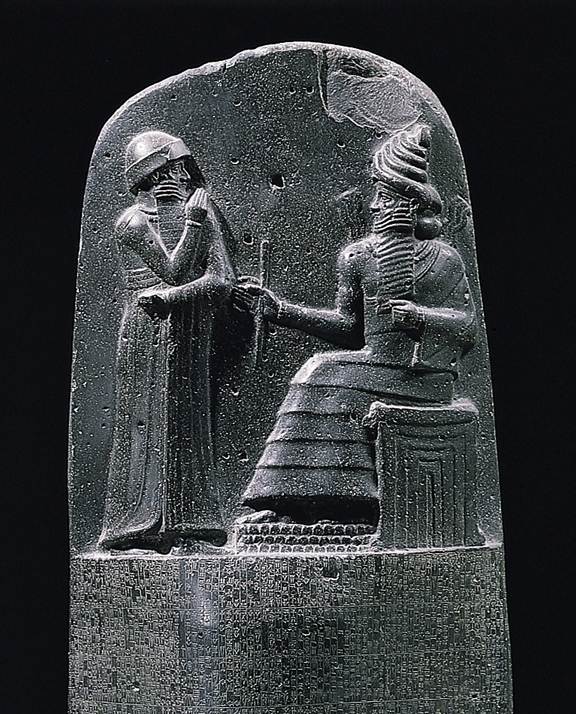
《汉谟拉比法典》石碑正面

伊拉克地域至少在二十萬年前已經有人類活動。位于幼发拉底河和底格里斯河之间美索不达米亚平原富饶的土地曾经孕育了几个世界上最古老的文明——苏美尔文明、巴比伦文明、亚述文明和加爾底亞（新巴比倫）文明。656年该地区被阿拉伯人占领。此前相当长的一段时间，这里都是波斯帝國的一部分，但幾乎所有政權首都皆建於兩河流域，如波斯帝國、亞歷山大帝國的巴比倫、塞琉古王朝的塞琉西亞、安息帝國、薩珊王朝的泰西封。762年，哈里发迁到安息帝國、薩珊王朝首都泰西封北郊的巴格达。此后，巴格达一直是阿拉伯世界的中心，直到1258年被蒙古人攻陷为止。随后被奥斯曼帝国统治数百年，期间成为鄂圖曼-萨菲战争的主战场。

19世纪初的中东，今伊拉克地域被奥斯曼土耳其分为三个州

1915年，英国军队占领美索不达米亚，1920年成为英国的“美索不達米亞託管地”，以国联的名义对其进行统治。1921年，英国人从麦加哈希姆家族中选送费萨尔到巴格达建立费萨尔王朝，直至1932年伊拉克独立，成為以哈希姆王朝為統治者的君主制國家伊拉克王國。
1958年7月14日以阿卜杜勒·卡里姆·卡赛姆为首的“自由军官组织”發動7月14日革命推翻哈希姆王朝，成立伊拉克共和国。1963年2月8日阿拉伯复兴社会党推翻卡賽姆，建立以該黨為主的政權，但由黨外人士阿里夫任總統。同年11月，當時總統阿里夫大舉緝捕復興黨人於是復興黨轉入地下活動。 1968年7月17日，以艾哈迈德·哈桑·贝克尔为首的复兴党军官集团联合阿卜杜勒·拉扎克·纳伊夫青年军官集团推翻了阿里夫的哥哥，复兴党再度掌权，推行阿拉伯“统一、自由、社会主义”的纲领，贝克尔出任总统。1979年7月贝克尔因病辞职，逊尼派萨达姆·侯赛因成为该党的领袖并接任总统。在萨达姆执政其间对什叶派穆斯林实行严酷的独裁统治，大肆打击并杀害持不同政见者。在1980年代，萨达姆在美国的支持下与其邻国伊朗（以什叶派穆斯林为主）进行了长达8年的两伊战争。因为此时伊朗经过伊斯兰革命以后，成为敌视美国的政教合一国家，美国在两伊战争中军事支持伊拉克攻打伊朗。
1990年伊拉克军队入侵科威特，海湾战争爆发，科威特由于军事抵抗能力太低而迅速沦陷，萨达姆宣布“科威特成为伊拉克的一个省”，不过迅速遭到了联合国的谴责，以美英为首的多国部队展开沙漠風暴行動，对伊拉克地面部队实施空中打击。次年1月伊拉克被美国领导的多国部队击败并逐出科威特。这導致了以美国为首的国家对伊拉克实行長期制裁。

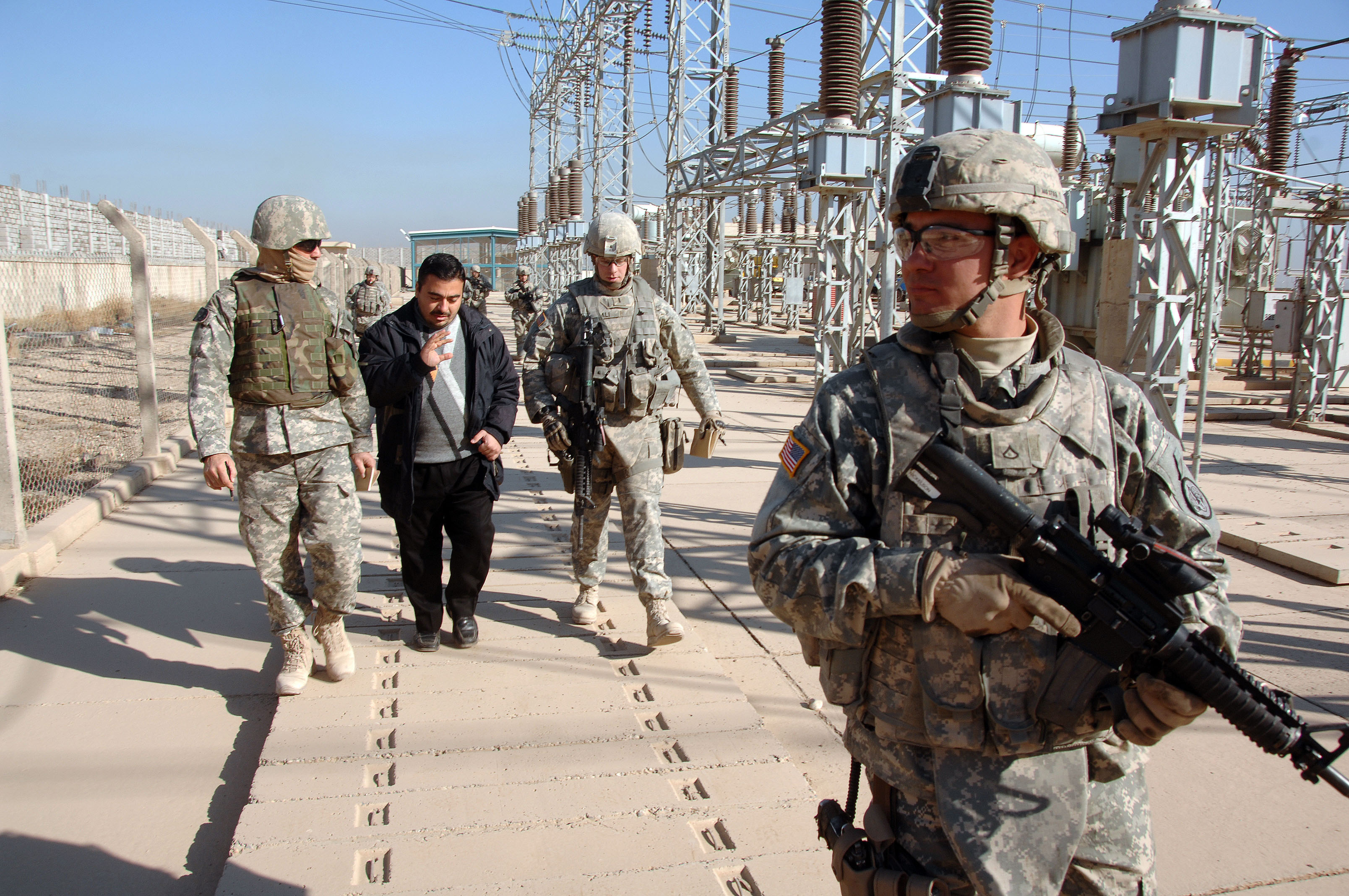
美军占领下的巴格達綠區

2003年3月20日，美国以伊擁有大規模毀滅性武器為由，组织联军進攻伊拉克，此舉非经过联合国表决通過，伊拉克戰爭爆發。在几周后复兴党政权就被美英联军擊敗，其间伊拉克军队并未对美军有大的抵抗，大量的伊拉克军人投降，时任伊拉克总統萨达姆·侯赛因也被美军逮捕并被伊拉克法院判处死刑。伊拉克很快处于美国及其盟国军队的控制之下，但是美军並未找到伊拉克拥有大规模毀滅性武器的证据。由美国任命的行政长官保罗·布雷默为美国负责伊拉克事务的最高行政长官，担任伊拉克首脑。一个由各派政治力量组成的伊拉克临时管理委员会在商讨起草宪法和基本建设计划。2004年6月1日，联合国、美、伊三方协商推选产生以阿拉维为总理的伊临时政府。6月28日，美英联军向伊拉克临时政府移交权力。2005年1月30日，伊拉克举行大选。4月6日，贾拉勒·塔拉巴尼当选伊拉克过渡政权总统。2006年5月20日，战后首届正式政府在经议会表决批准后宣誓就职。总理为贾瓦德·马利基。

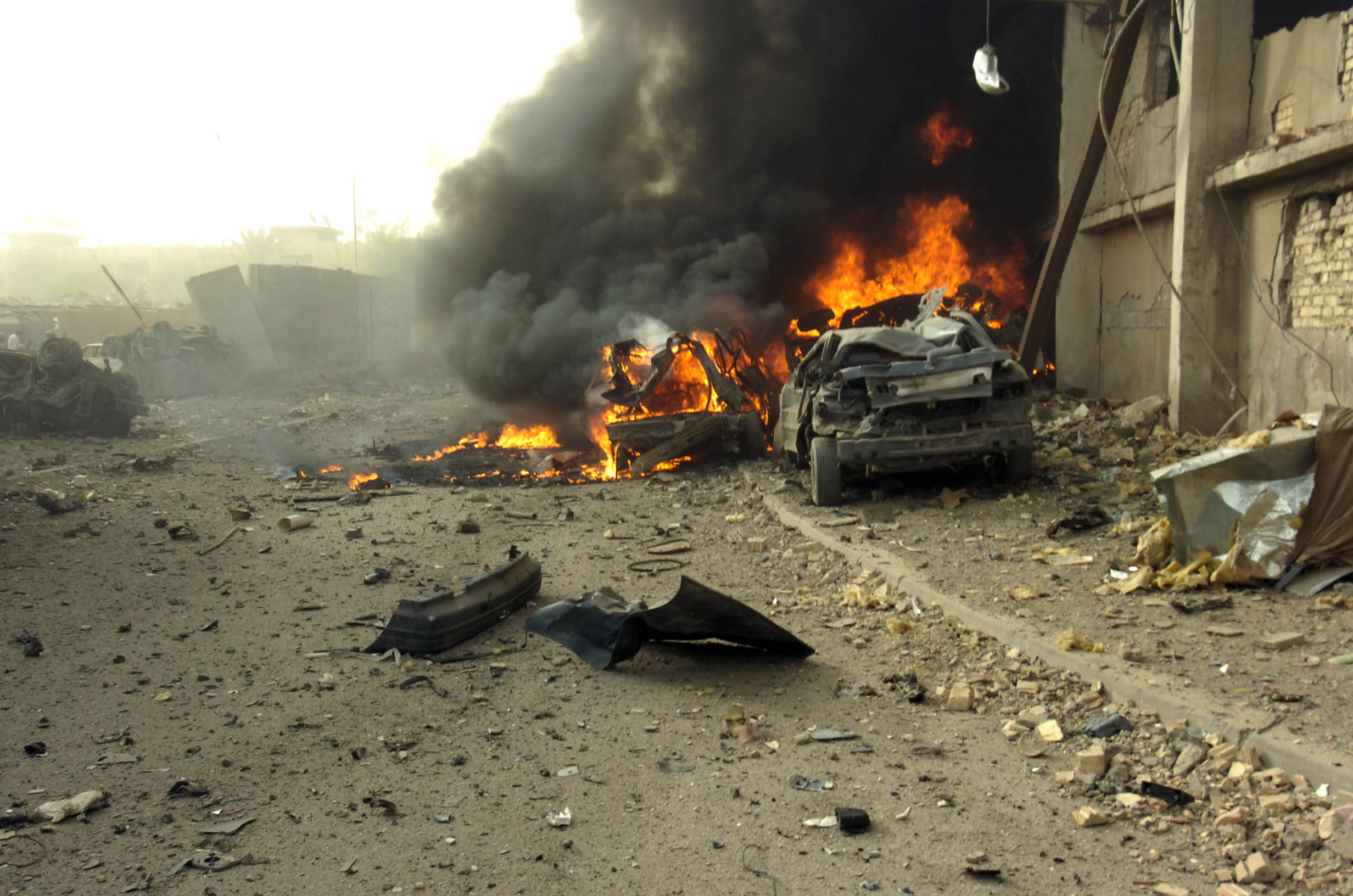
汽車炸彈的攻擊

然而恐怖分子和前政府势力为对抗美英的军事占领，进行了针对伊拉克警察、政府机构以及驻伊美军的汽车炸弹袭击。什叶派和逊尼派穆斯林在伊拉克境内的暴力冲突升级也成为伊拉克政府棘手的问题。另外，戰後伊拉克北部的亚述基督徒等宗教少数派由于地区动乱而被迫大量外迁，这引起了国际社会的关注和担忧。
駐伊美軍於2011年全面撤出伊拉克，結束美國在伊拉克長達八年的軍事行動。
2014年遜尼派極端恐怖組織伊拉克和黎凡特伊斯蘭國趁着中东局势混乱向伊拉克大举进攻，导致伊拉克战火重燃。2014年6月，伊斯兰国攻陷伊拉克西部和北部大片地區，包括伊拉克第二大城市摩蘇爾和中部大城提克里特以及北部城市泰勒阿費爾在內的數個伊拉克城市，並進迫首都巴格達。ISIL (或ISIS，即伊斯蘭國，ISIL是比ISIS更精確的地理描述) 和伊拉克政府军、北方的库尔德武装在幼发拉底河沿线展开拉锯战。ISIL前锋甚至一度逼近巴格达机场。
在美國和伊朗的支援下，伊拉克政府在隨後三年裡陸續收復失地。2017年11月17日，伊拉克联合行动司令兼发言人拉苏尔（Yahya Rasool）表示，在当地时间星期五（11月17日）黎明时分，部队和部落战士挺近安巴尔省的拉瓦市（Rawah）西部，经过五个小时的战斗，收复了拉瓦市。当天下午伊拉克总理阿巴迪声明，伊拉克将继续军事行动以夺回伊拉克西部沙漠地区。2017年12月9日，伊拉克总理阿巴迪宣布收复被恐怖极端组织占领的全部领土，取得反恐战争的重大胜利。
期间2017年9月25日，库尔德地区举行独立公投。伊拉克中央政府强烈反对库区公投，联合伊朗、土耳其等邻国采取系列反制措施。
大规模示威活动于2019年10月1日开始，抗议者对16年的腐败，失业和低效的公共服务表示不满。示威者的诉求逐步升级为推翻政府和停止伊朗对伊拉克的干预。 伊拉克政府作出了严厉的反应，到12月12日造成500多人死亡。
2021年時任教宗方濟各拜訪伊拉克，成为首位访问阿拉伯国家的天主教教宗。

## 地理

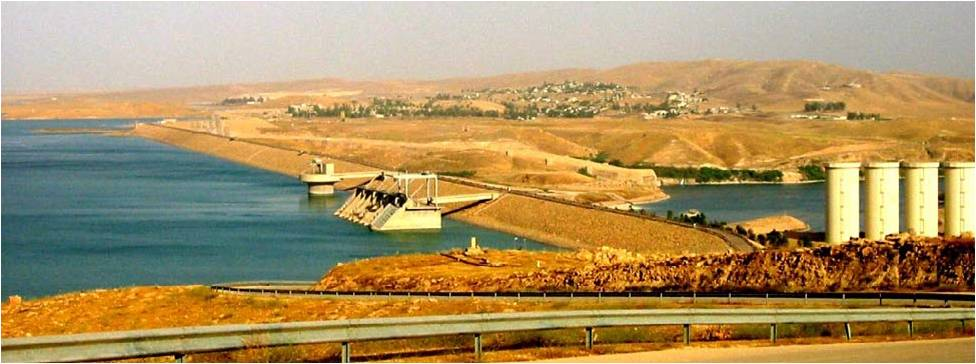
摩蘇爾大水壩

伊拉克位于亚洲西南部，阿拉伯半岛东北部，北接土耳其，东邻伊朗，西毗叙利亚、约旦，南连沙特阿拉伯、科威特，东南濒波斯湾，海岸线长度为58公里。
伊拉克的大部分国土都是沙漠。但位于幼发拉底河和底格里斯河之间的地区宜于农耕，物产丰富。两条大河每年将7千万立方米的泥沙送入河口三角洲地区。伊拉克东南部有海岸线与波斯湾相接。临海地区和阿拉伯河沿岸都曾是沼泽湿地，但很多湿地在1990年代被排乾。伊拉克的北部主要是山地，最高点为Haji Ibrahim，海拔3,600米。

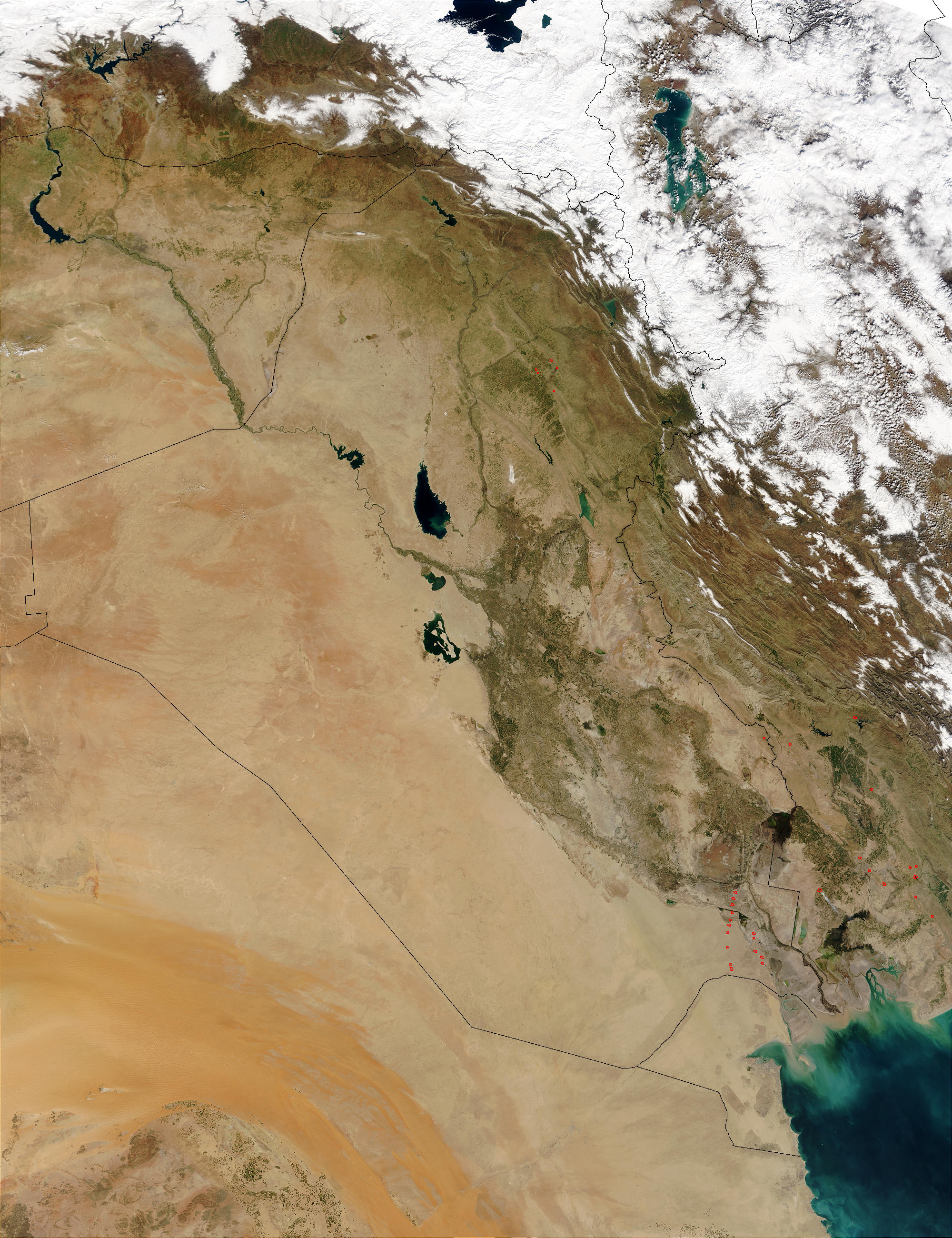
伊拉克航拍，大部分国土地处两河流域

当地气候为热带沙漠气候，冬季凉爽，夏季干热晴朗。7月-8月气温最高，日平均气温24℃-43℃，1月气温最低，日平均气温4℃-16℃，6月-9月降雨最少，月平均降雨量1毫米，3月降雨最多，月平均降雨量28毫米。北部山区冬季气温较低，偶尔会有大雪，甚至会由此引起水灾。首都巴格达位于国家的中部，底格里斯河穿城而过。其他主要城市包括南部的巴士拉和北部的摩苏尔。
伊拉克的国花为月季，亞洲獅則是古代巴比倫至今日阿拉伯化的文明也均認同的本地區國家象徵。

## 經濟

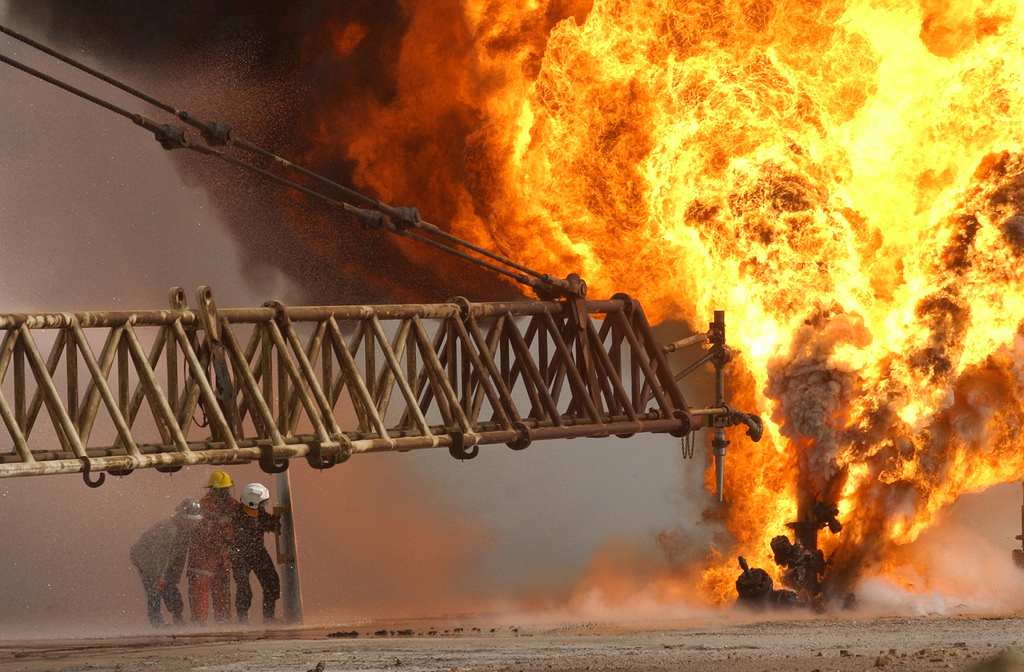
在魯邁拉油田的油火

### 农业
可耕地面积占国土总面积的27.6%，农业用地严重依赖地表水，主要集中在底格里斯河和幼发拉底河之间的美索不达米亚平原。农业人口占全国总人口的1/3。主要农作物有小麦、大麦和椰枣等，粮食不能自给。

### 资源
石油、天然气资源丰富。探明石油储量达1,530亿桶，居世界第5位。天然气储量约3.6万亿立方米，居世界第12位。磷酸盐储量约100亿吨。
石油工業是伊拉克的经济支柱，传统上提供95%的国家外汇收入。1980年代，由于两伊战争大量的战争开销以及石油生产能力的破坏，伊拉克政府不得不紧缩开支，大量借款，并拖延还款时间。战争造成的经济损失估计超过1,000亿美元。1988年战争结束后，随着采油和管道设施的重建，石油出口逐步恢复。
伊拉克在1990年8月出兵占领科威特，随之受到国际社会的经济制裁。1991年1月开始的海湾战争造成的破坏严重打击了伊拉克的经济。伊拉克政府开支对军队、保安部队和支持政权的力量倾斜，无助于经济的恢复。自1996年12月联合国的石油换食品计划有限度的改善了普通伊拉克平民的生活条件。在该计划下，伊拉克被允许出口限量的石油以换取食物、药品和一些基础设施备件。
1999年12月起，联合国安理会准许伊拉克在该计划下出口尽可能多的石油以满足人道救济的需求。石油出口达到了战前四分之三的水平。不过，28%的伊拉克石油出口收入被用于联合国赔偿基金和支付联合国的相关管理开支。2001年，由于全球经济疲软和油价下跌，造成伊拉克国民生产总值下降。在2003年美军占领伊拉克以后，伊拉克通过和国际石油巨头合作，拍卖国内的大小油田开采权得以使其石油经济快速恢复，迄今已举行4轮油气田开发招标。2019年原油日产量约460万桶，石油日均出口量约346万桶。

### 旅游业
主要旅游点有乌尔城（公元前2060年）遗址、亚述古城（公元前910年）遗迹和哈特拉城遗址（俗名“太阳城”），位于巴格达西南90公里处的巴比伦是世界著名的古城遗址，“空中花园”被列为古代世界七大奇迹之一。

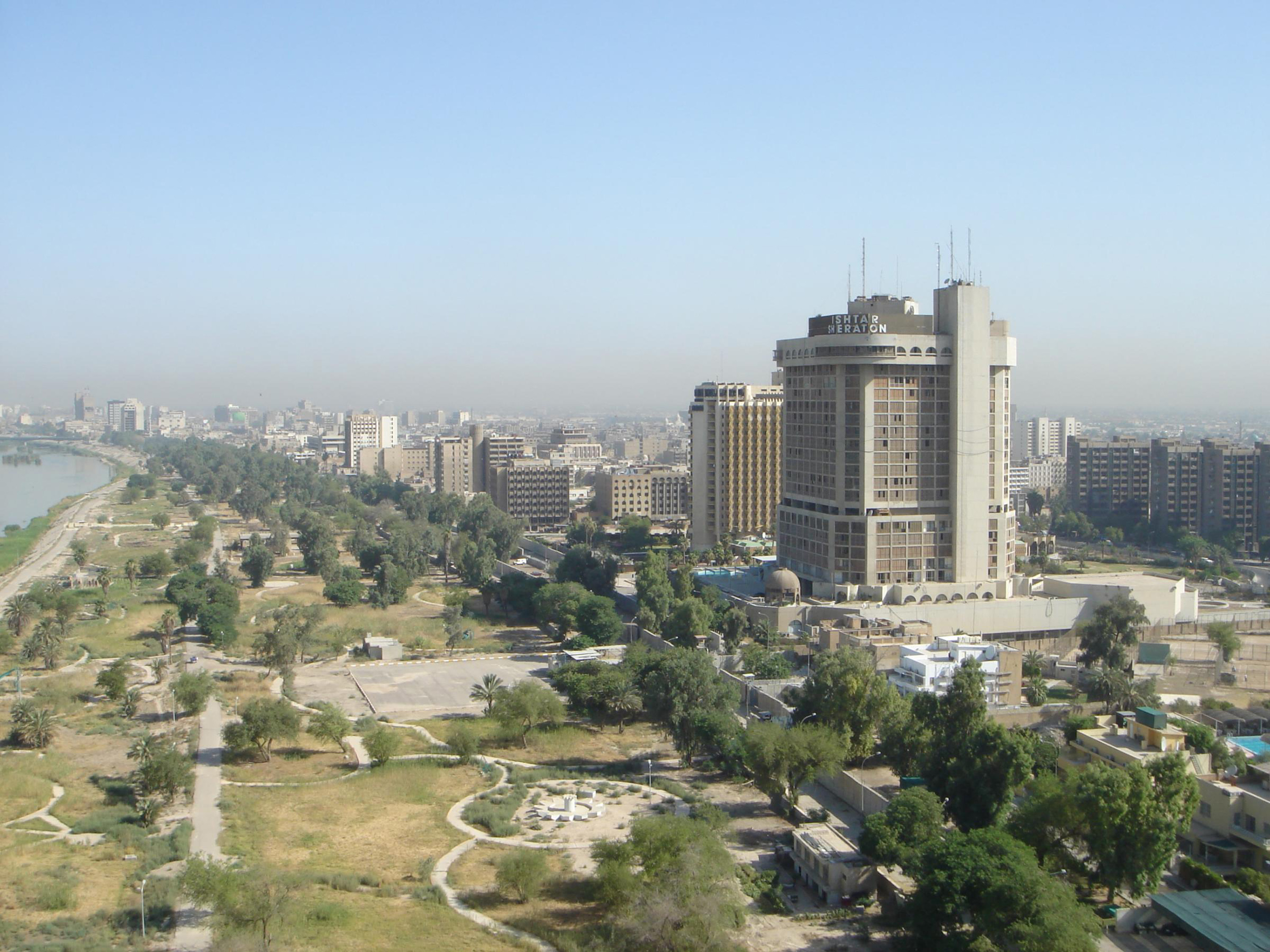
巴格達底格里斯河岸
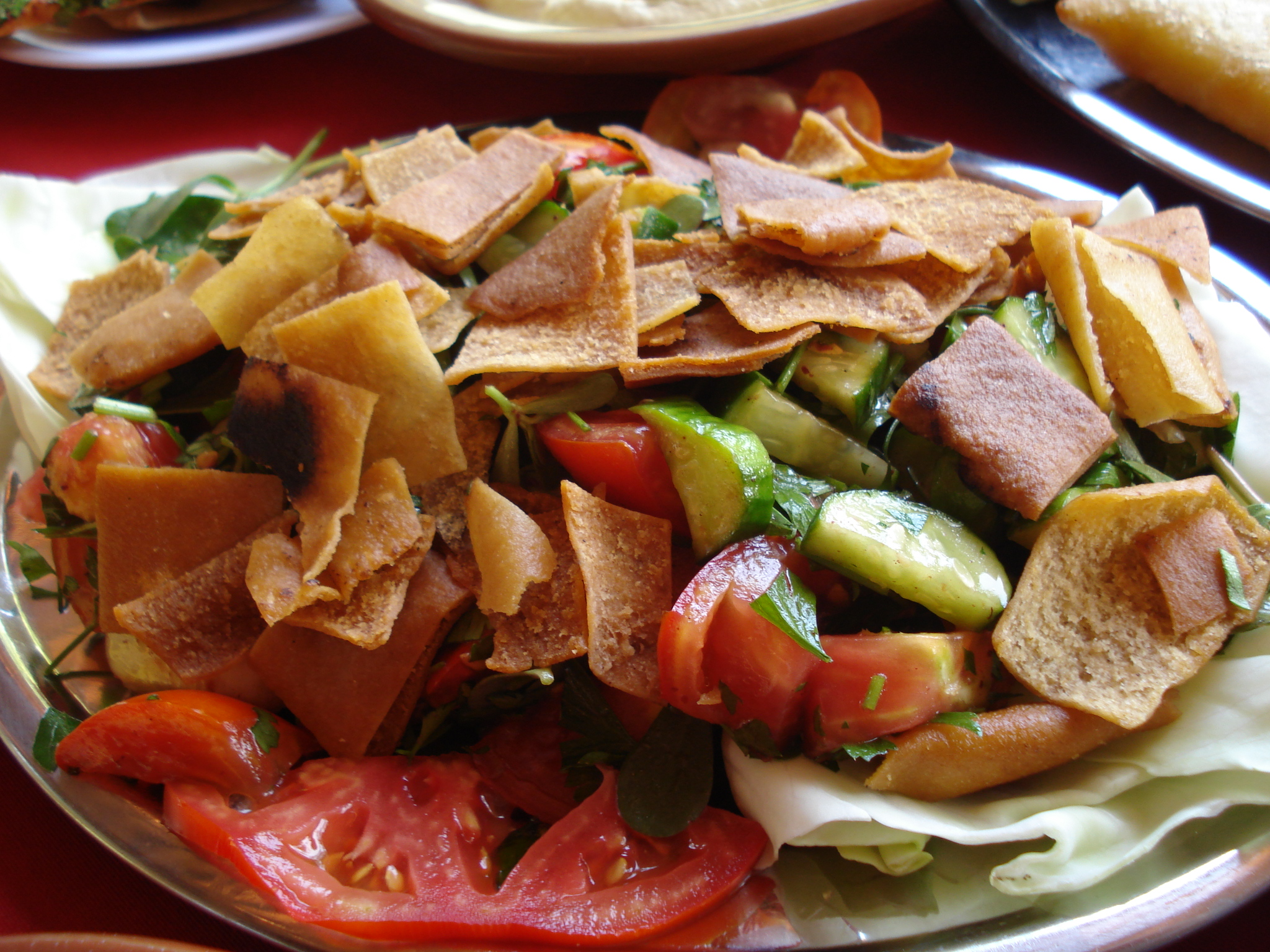
伊拉克沙拉
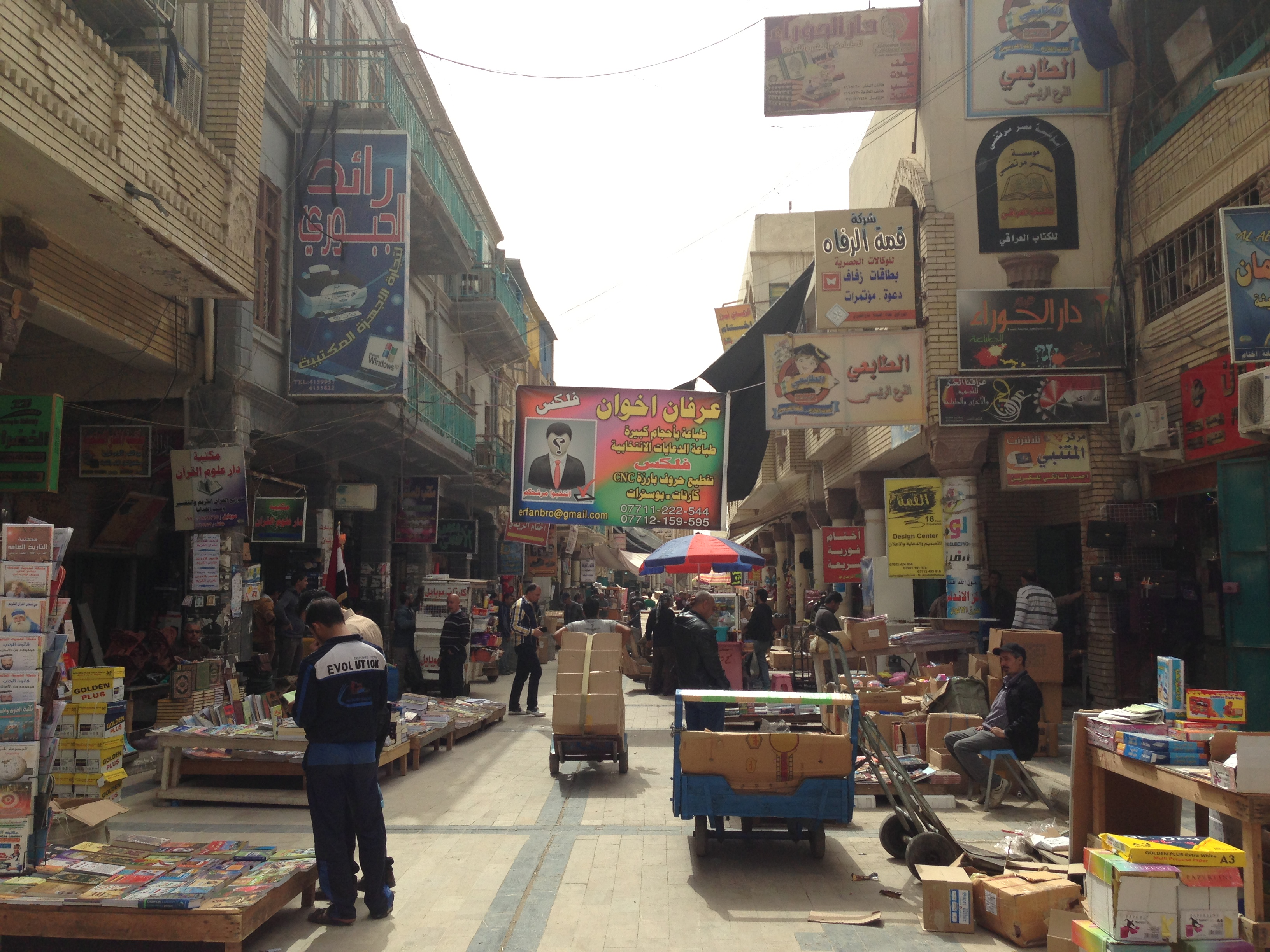
巴格達商業區
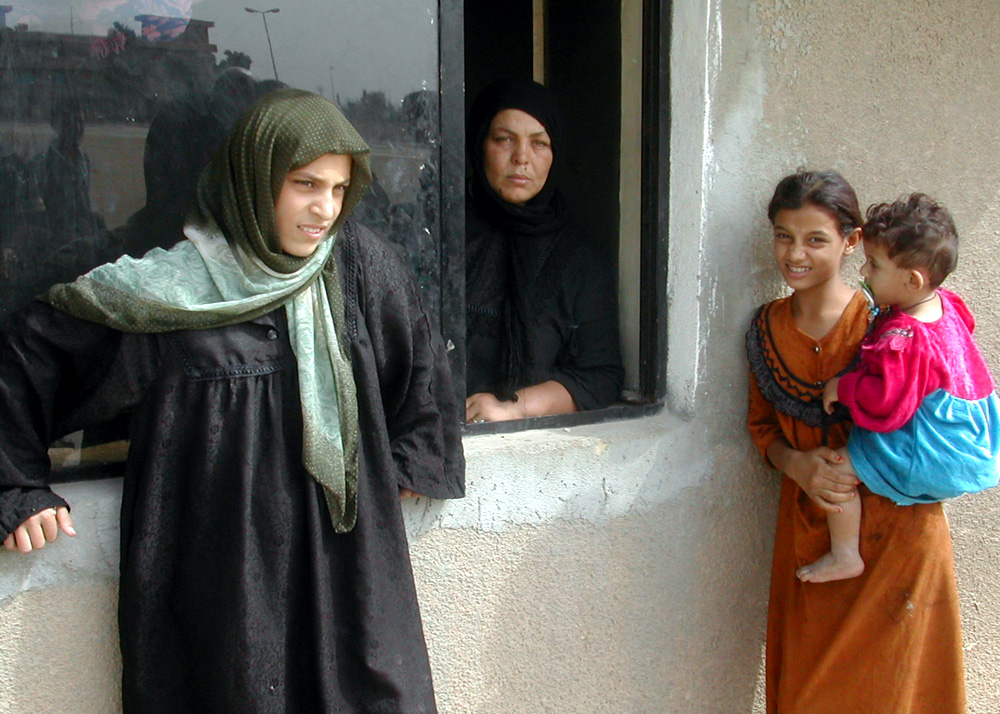
伊拉克難民
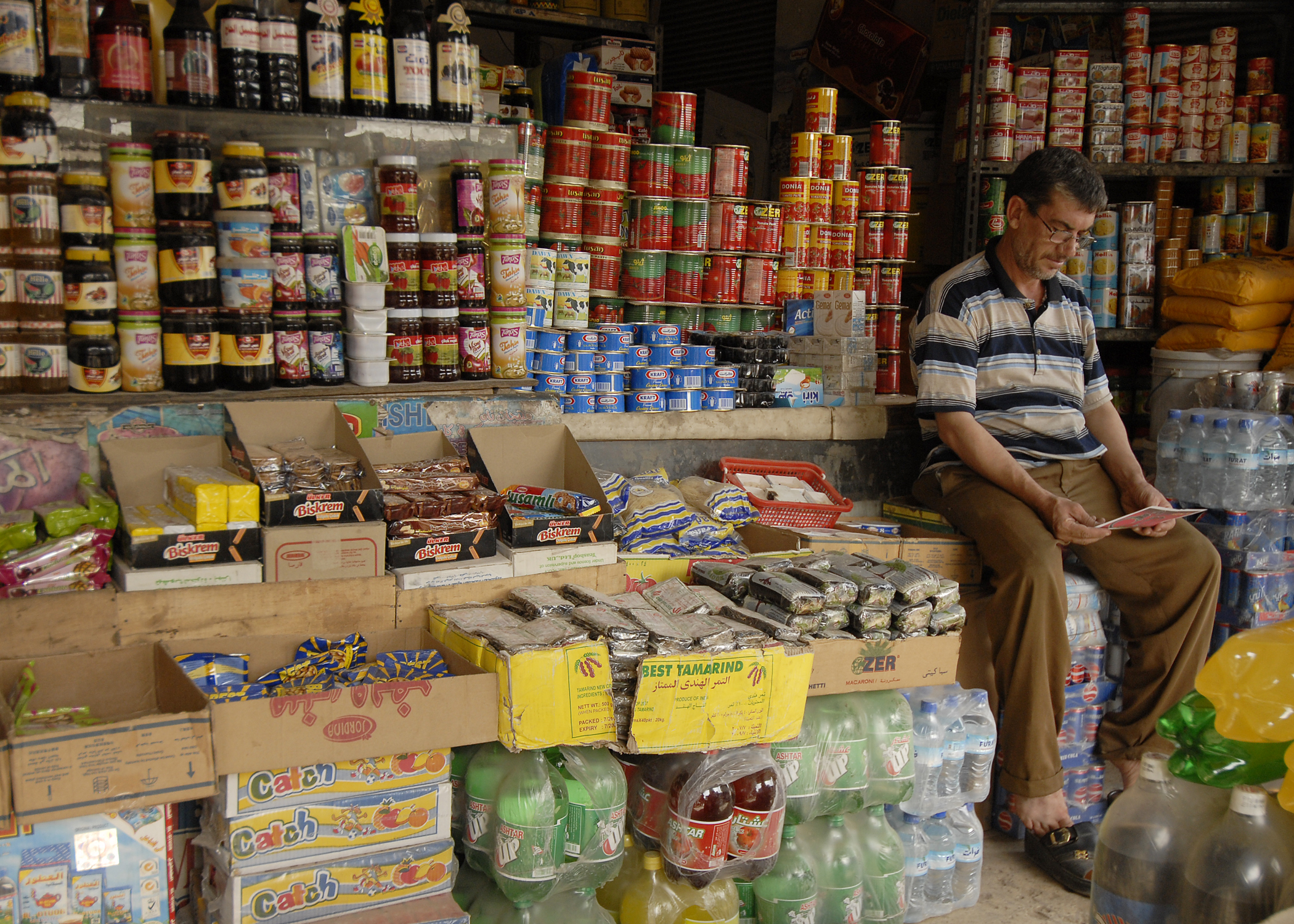
庫德族商鋪
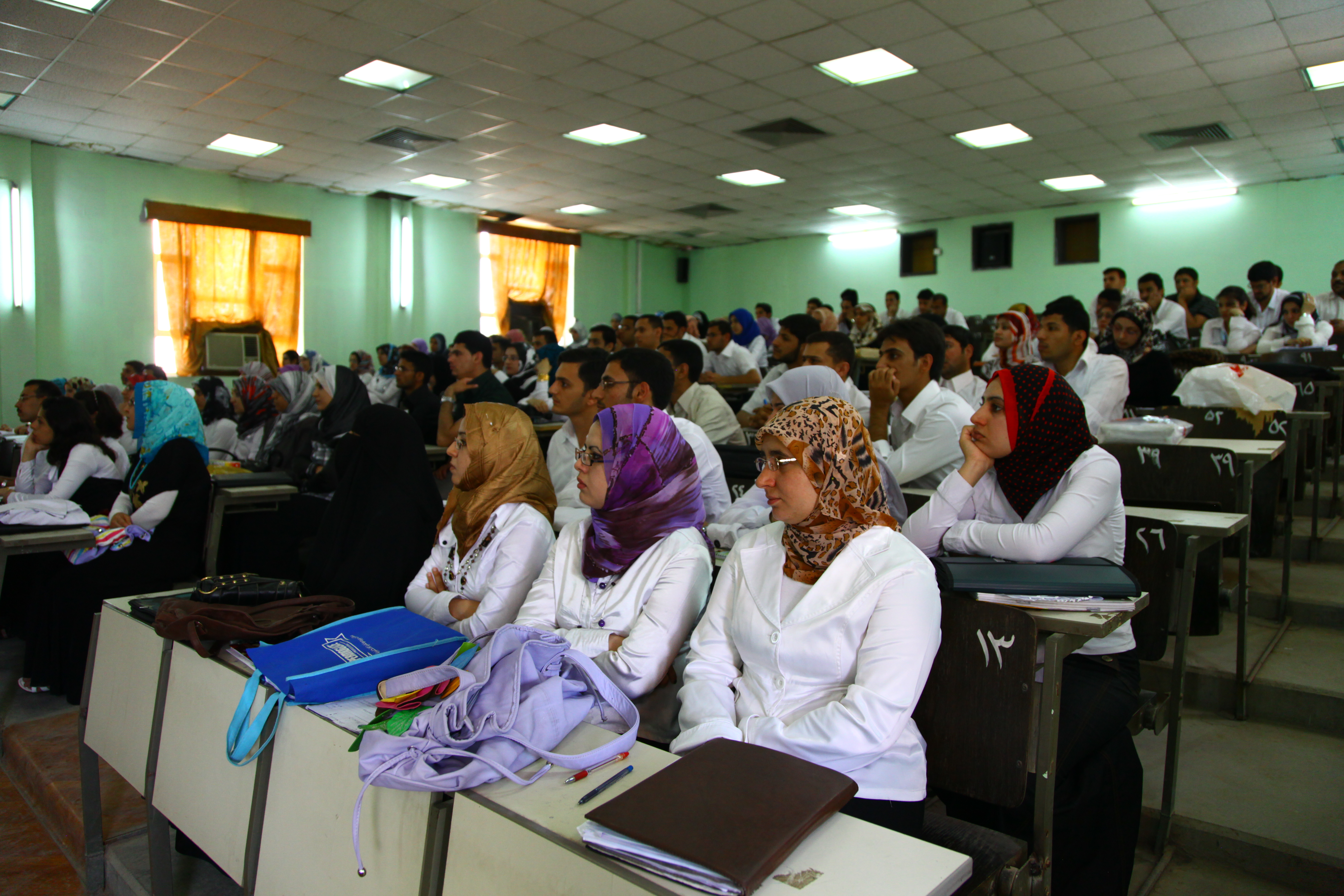
巴士拉大學
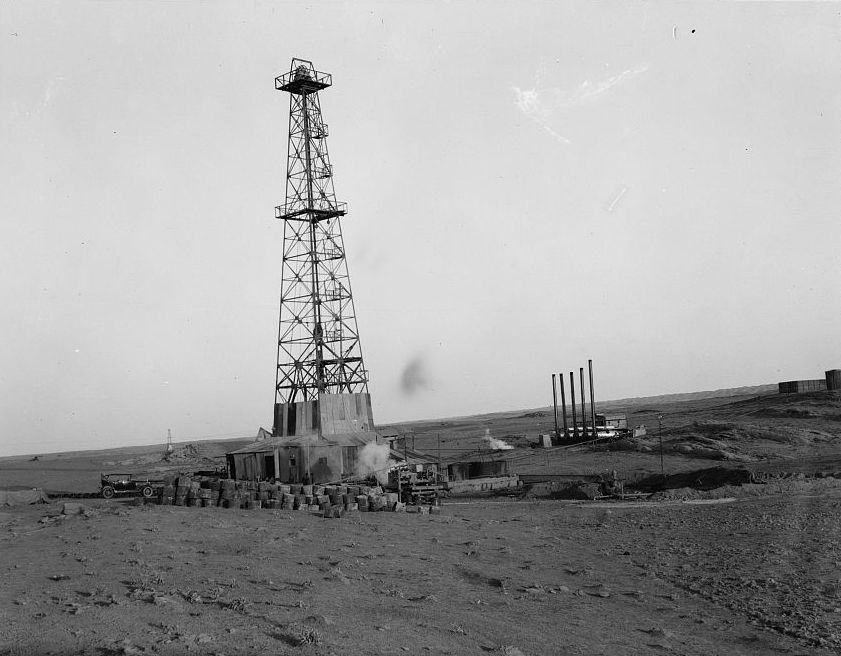
derrick油田

## 人口概况
| 1971 | 970  |
| 1980 | 1320 |
| 1990 | 1810 |
| 2000 | 2270 |
| 2009 | 2890 |
| 2019 | 4087 |

伊拉克人口於2022年估計約4,046萬人，於1878年時僅約200萬人，大约75%-80%的伊拉克居民为阿拉伯人；居住在北部山区和东北部的库尔德人是另一个主要民族，占总人口大约15%-20%；其他少数民族包括：亚述人、亚美尼亚人、土库曼人、高加索人和波斯人等，組成了5%的伊拉克人口。阿拉伯语和库尔德语是国家的官方语言，前者全国通用，後者在北方广泛使用；现代阿拉米语则在亚述人聚集区内使用。

### 宗教

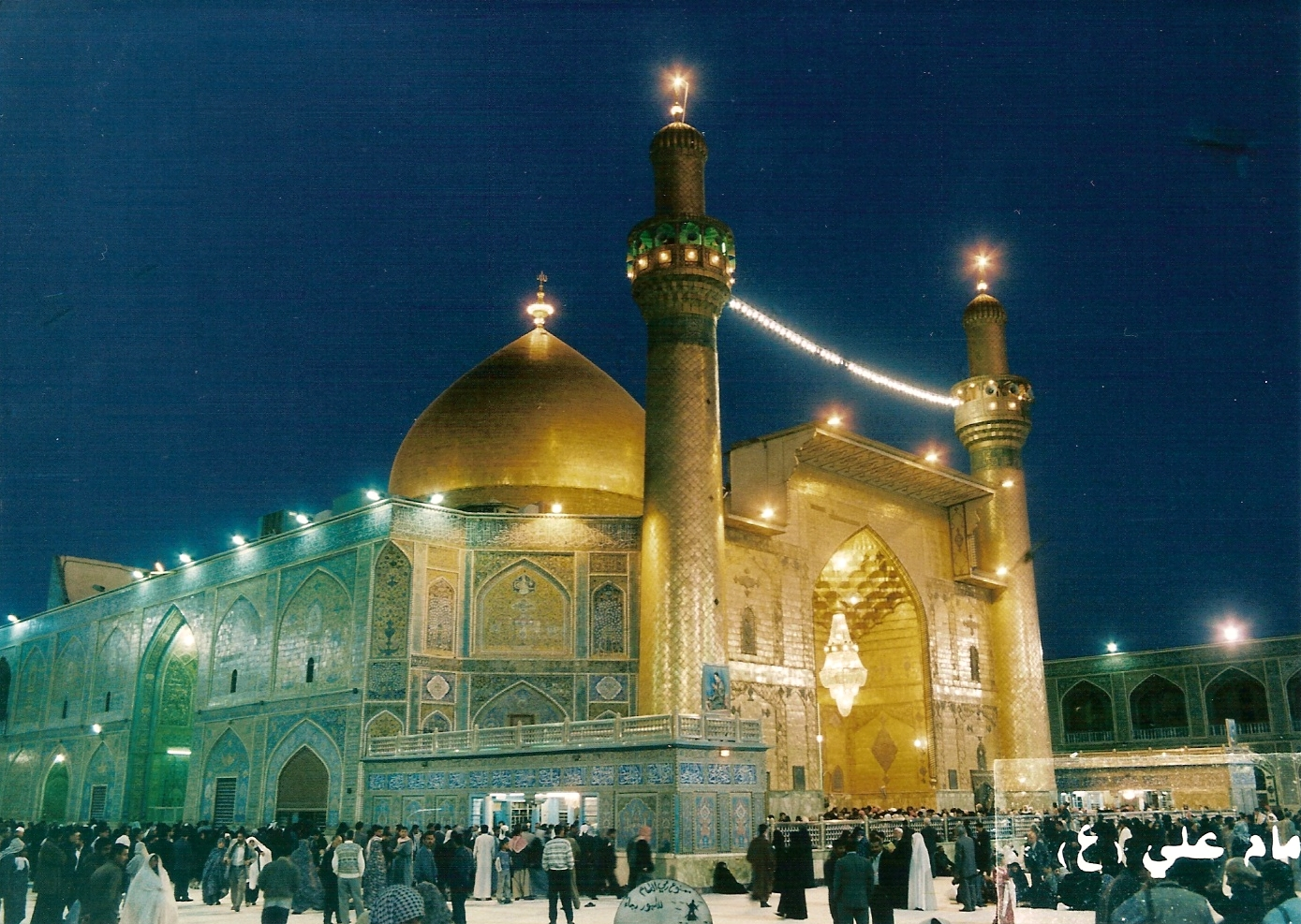
伊玛目阿里清真寺

伊拉克的国教为伊斯兰教，大多数为穆斯林，其中逊尼派占35%左右，什叶派占55%，在伊拉克信仰伊斯兰教的阿拉伯人大部分都属于什叶派穆斯林，而逊尼派在人口中也占很大比例，大多数库尔德人是逊尼派穆斯林，但他们的语言服装习俗都与阿拉伯人不同。
伊拉克有许多东儀的基督徒，分属于东方亚述教会、迦勒底天主教会、叙利亚正教会、叙利亚天主教会和亚美尼亚使徒教会等各个东方基督教派，其人口一度非常可观。但自从2003年美军占领伊拉克以后，伊拉克安全局势不断恶化，大量亚述基督徒被迫离开伊拉克，逃往邻国或西方国家，导致伊拉克基督徒人口锐减；现在伊拉克的基督徒人口仅剩餘60万左右。
此外，伊拉克北部还有雅兹迪教派、沙巴克教派（Shabak）和阿里哈克教派（Ahl-e Haqq或Yarsan），伊拉克南部还有曼达教。这些宗教少数派在2003年伊拉克战争以后处境不断恶化，大量信徒逃离伊拉克；尤其是伊拉克南部的曼达教徒，在伊战以后其大多数人口逃到了伊朗西南部的胡泽斯坦地区。

## 政治

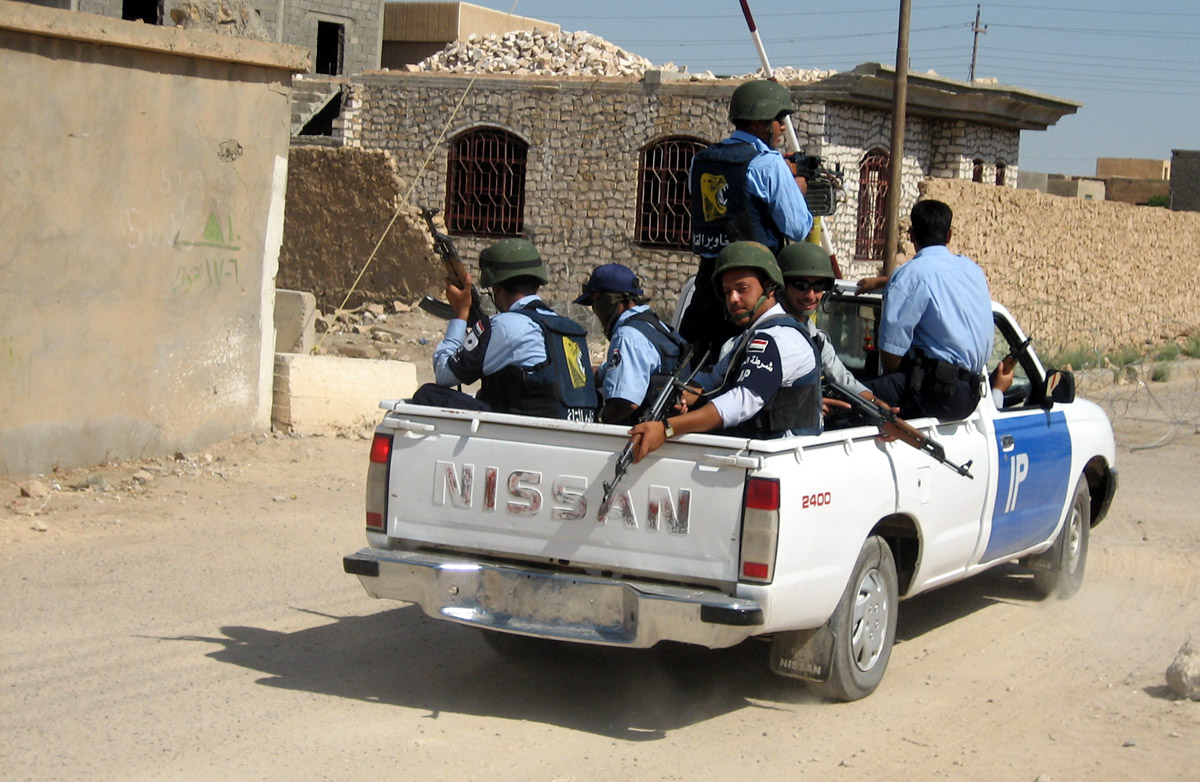
伊拉克警察

伊拉克直至2003年前都是由伊拉克复兴社会党控制的一党执政专制独裁统治，特别是萨达姆成为总统之后。在2002年总统选举中，萨达姆获得了99%以上的选票；而他是唯一的候选人。伊拉克议会为一院制，称为国民议会或“Majlis al-Watani”，拥有250个议席，议员任期四年。
2003年萨达姆·侯赛因政权被推翻后，伊拉克开始政权重建工作。2005年5月3日，在美國的佔領下，伊拉克过渡政府正式宣誓就职。2005年12月15日、2010年3月7日、2014年4月30日、2018年5月12日及2021年10月10日（2021年伊拉克議會選舉）均以民主公民投票方式投票實行议会选举；以總理為伊拉克政府首腦。
伊拉克党派众多，目前约有200余个政党和政治实体，组成多个政党联盟，主要包括：
- 胜利联盟：由前总理阿巴迪领导，联合31个政治实体。
- 法治国家联盟：由前副总统马利基领导。
- 开拓联盟：由巴德爾組織领导人阿米里领导，以什叶派民兵为主，联合18个政治实体。
- 民族主义联盟：以萨德尔运动领导人萨德尔和全国智慧运动领导人哈基姆为首。
- 国家阵线：由前议长朱布里、前总理穆塔拉克联合什叶派前副总理阿拉维组建，包括16个政党。
- 伊拉克决定联盟：由前副总统努杰菲领衔，包括11个党派。
- 库尔德斯坦民主党：库尔德地区两大执政党之一。
- 库尔德斯坦爱国联盟：库尔德地区两大执政党之一。
- 国土联盟：由库区变革运动联合民主正义联盟、库尔德伊斯兰集团组成。

### 行政區劃
伊拉克包括19个省（；），其中第19個省哈莱卜杰省於2014年初設立：

|  |

| 1. 代胡克省（دهوك） 2. 尼尼微省（نينوى） 3. 埃爾比勒省（أربيل） 4. 基尔库克省（كركوك） 5. 蘇萊曼尼亞省（السليمانية） 6. 薩拉赫丁省（صلاح الدين） 7. 安巴爾省（الأنبار） 8. 巴格達省（بغداد） 9. 迪亞拉省（ديالى） 10. 卡爾巴拉省（كربلاء） | 11. 巴比倫省（بابل） 12. 瓦西特省（واسط） 13. 納傑夫省（النجف） 14. 卡迪西亞省（القادسية） 15. 米桑省（ميسان） 16. 穆薩納省（المثنى） 17. 濟加爾省（ذي قار） 18. 巴士拉省（البصرة） 哈莱卜杰省（حلبجة） 尚未標記於圖中 |

### 外交
1990年出兵吞并科威特前，伊拉克有106个邦交国，但吞并科威特后，陆续有至少50个国家与伊拉克断交，或撤除大使馆的形式实质中止与伊拉克的邦交。2003年萨达姆政权被推翻后，伊拉克迎来一波复交、建交高潮，外交环境不断改善，至2019年10月，已有170个国家和伊拉克建立外交关系。

## 法律
在古代的美索不達米亞文明就已經有成文法典，如《烏爾納姆法典》和《漢摩拉比法典》。後來阿拉伯人佔領這裡，實行伊斯蘭教法。在阿拔斯王朝的支持下，哈乃斐派在伊拉克蓬勃發展。成為鄂圖曼帝國領土時，實行的是伊斯蘭法和其他法律傳統的混合，由蘇萊曼一世建立。在19世紀中葉，鄂圖曼採用法國的刑法。伊拉克成為英國的委託地之後，改為《1918年巴格達刑法典》（Baghdad Penal Code of 1918），除了繼承原先的刑法，英國也併入了一些埃及刑法的條款。
伊拉克成為獨立國家後的第一部刑法頒行於1969年，後來經過幾次增修，在1971年頒行刑事訴訟法。另外由於地方的法律執行並非憲法明文保留給中央政府的權限之一，因此庫德地區的政府有權自行修改刑事訴訟法典，依其所需進行相應的修訂。此外，自1991年10月23日後由中央政府制定的新法律和修正案在庫德地區並不被視為法律，除非它們經由庫德地區議會單獨立法。伊拉克的法院體系，受法國司法體系的影響，自鄂圖曼統治時期以來就一直如此。在伊斯蘭教法學派上，遜尼派阿拉伯人遵循哈乃斐派，遜尼派庫德人遵循沙斐儀派，什葉派阿拉伯人遵循賈法里派。

## 军事
实行募兵制，包括军队和警察，分别隶属国防部和内政部，包括预备役部队在内目前共有约77.8万人。库尔德地区有自己的卫队“佩什梅格”。

## 相关主题
- 伊拉克戰爭
- 伊拉克重建和人道救援办公室（联盟驻伊拉克临时管理当局）
- 伊拉克临时管理委员会
- 伊拉克临时政府
- 伊拉克通讯
- 伊拉克交通
- 伊拉克国王列表
- 伊拉克总统列表
- 伊拉克总理列表
- 伊拉克庫德斯坦